# Musicien
Un musicien ou une musicienne est une personne qui joue ou compose de la musique.
En  musique vivante, on peut partir de l'opposition entre le musicien exécutant — chanteur ou instrumentiste — et l'auditeur de musique, dont le rôle est plus effacé. Cependant, lorsque chacun est à la fois exécutant et auditeur — par exemple, les membres d'une communauté religieuse en train de chanter des cantiques — cette distinction devient inopérante.
Une deuxième opposition vient s'ajouter à la précédente et concerne les seuls musiciens : il s'agit de la distinction entre, d'une part le compositeur, qui « pense » et « écrit » la musique — pour les types de musique possédant un système de notation —, d'autre part l'interprète, qui exécute celle-ci — avec selon les cas, une plus ou moins grande part d'invention personnelle et d'improvisation. Certains musiciens célèbres, interprètes — individus ou groupes — ou compositeurs, ont laissé dans l'histoire des traces justifiant une étude biographique distincte du courant musical auquel ils appartiennent.

## Types de musiciens
- Un chanteur utilise sa voix ;
- Un instrumentiste joue d'un instrument de musique ;
- Un compositeur compose de la musique ;
- Un parolier (ou auteur) écrit des textes ;
- Un chef, chef d'orchestre ou chef de chœur, dirige un ensemble musical ;
- Un auteur-compositeur-interprète écrit le texte et la musique de chansons qu'il chante lui-même.

## Historique

### En France
Le métier de musicien en France est reconnu par un diplôme depuis 1795 et la création du Conservatoire national supérieur de musique et de danse de Paris mais il pouvait s'exercer à l'époque aussi sans diplôme. Le conservatoire forme musiciennes et musiciens depuis ses débuts, et les femmes chanteuses sont à cette époque parfois mieux rémunérées que les hommes. La raison de cette situation tient à la réticence en France, contrairement en Italie et en Allemagne à employer des castrats pour les voix de femmes.

## Formation

### France
Les CFPM préparent au titre de musicien indépendant des musiques actuelles reconnu par l'État RNCP niveau IV.

## Emploi
L'ONISEP distingue parmi les divers métiers de la musique les professionnels auxquels on peut donner la qualification de musiciens et ceux à qui on ne peut pas la donner.

### Types

#### Chanteur
Un chanteur est quelqu’un qui vocalise des sons musicaux avec un ton et une hauteur, et utilise sa propre voix pour produire de la musique. Les chanteurs peuvent chanter en solo ou en groupe et sont souvent accompagnés de musique instrumentale. En 2019, Forbes désigne Taylor Swift se hisse à la première place des revenus avec 185 millions de dollars. En 2020, le magazine révèle que le chanteur le mieux payé au monde est un rappeur, Kanye West, avec pas moins de 170 millions de dollars de revenus, suivi par Elton John et Ariana Grande.

#### Instrumentiste
Techniquement parlant, un instrumentiste est toute personne qui ne joue que d’un instrument de musique, de manière professionnelle. Généralement, ils font partie d’un orchestre, groupe ou ensemble musical. En France, l’intervention d’un instrumentiste solo pour une performance coûte environ 540 euros.

#### Chef d’orchestre
Un chef d'orchestre dirige par ses gestes et son contact visuel une performance musicale de plusieurs instrumentistes ou chanteurs.

#### Interprète

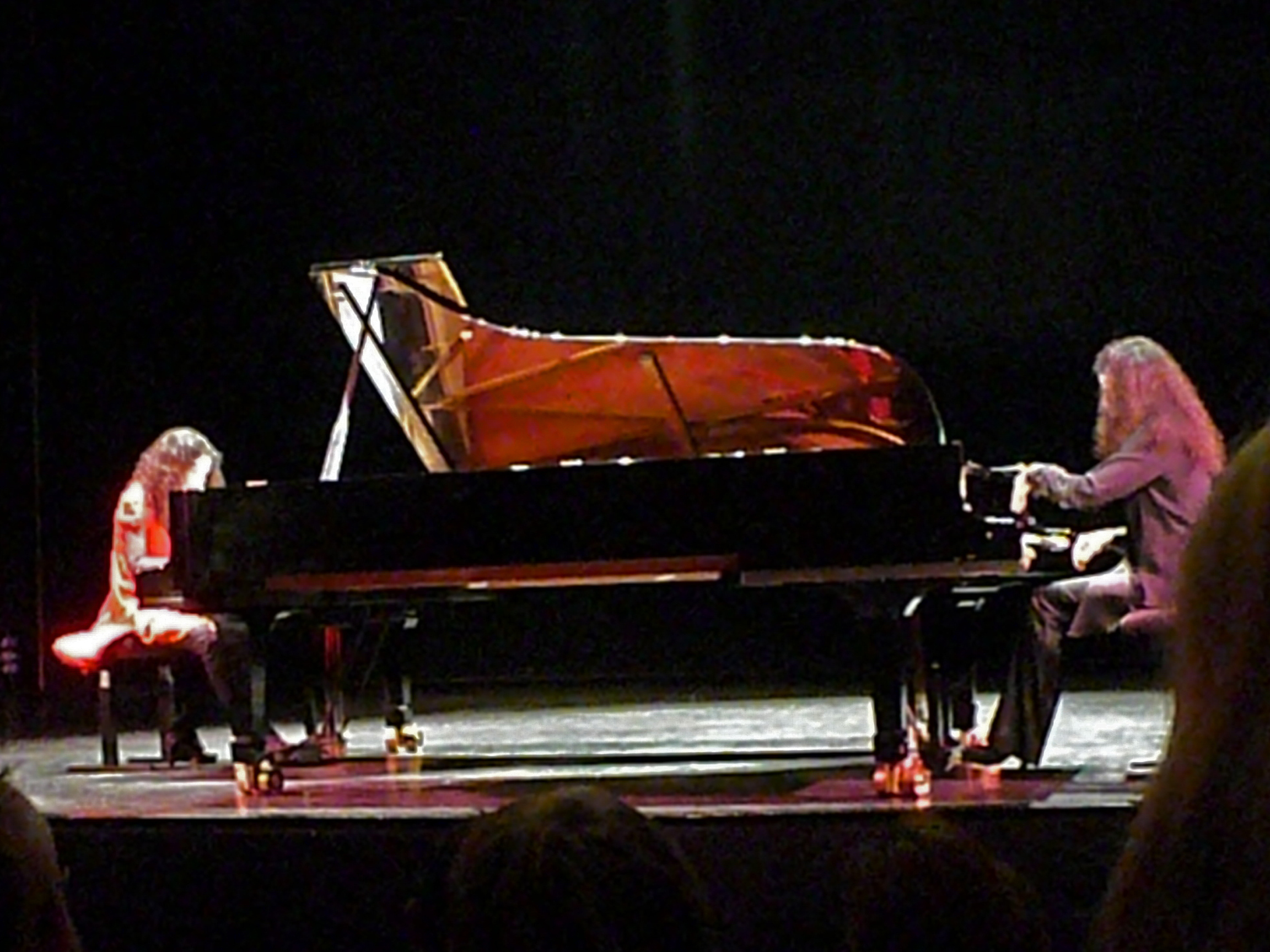
Les pianistes Katia et Marielle Labèque en concert à la salle Poirel de Nancy, en 2011

Les interprètes sont des musiciens, chanteurs ou instrumentistes, professionnels, qui maîtrisent des répertoires d’autres artistes. Ils reproduisent des titres sur scène moyennant une rémunération sous forme de cachets ou de factures pour le musicien micro-entrepreneur ou en association. En France, une prestation d’interprète coûte entre 620 et 720 euros.

#### Compositeur
Un compositeur ou une compositrice est un musicien ou une musicienne qui crée des compositions musicales. Dans le langage courant ce titre est principalement réservé à ceux qui composent de la musique classique comme Mozart, des opéras, des comédies musicales ou de la musique de film ou de séries télévisées. Ceux qui écrivent la musique des chansons populaires peuvent être appelés auteurs-compositeurs.

##### Compositrices
L'étude à partir du XXe siècle de la place des femmes dans l'histoire de la musique démontre l'existence et la permanence, depuis l'origine et sur tous les continents, de compositrices et de pratiquantes, longtemps occultées par l'historiographie, la musicologie et l'ethnomusicologie pour des raisons sociologiques, culturelles ou religieuses.
La légende voit en Sappho (VIIe siècle av. J.-C.) la première compositrice. Avant l'an 1000, auraient existé et composé Enheduanna, Charixène, Cai Yan (174c-220c), Lüzhu (240c-300c), Khosrovidoukht de Goghtn (active vers 750), Sahakdoukht de Siounie (active vers 750). Au Moyen Âge, des moniales comme Hildegarde de Bingen (1098 - 17 septembre 1179), moniale bénédictine allemande, ou Isabella Leonarda (1620-1704), religieuse italienne, composent des chants liturgiques, hymnes, messes… Élisabeth Jacquet de La Guerre (1665-1729) est la plus célèbre compositrice de l'Ancien Régime sous Louis XIV et Louis XV. Des compositrices renoncent à créer comme Alma Maria Mahler, (1879-1964), au profit de leur mari. Certaines utilisent des pseudonymes, comme Régine Wieniawski (1879-1932), compositrice et pianiste britannique d'origine polono-britannique, qui choisit Poldowski à titre professionnel.
Il faut attendre 1913 pour que la française Lili Boulanger (1893-1918) soit la première compositrice à remporter le Prix de Rome,. Jennifer Higdon, (1962), compositrice de musique classique américaine reçoit le prix Pulitzer de musique en 2010 et le Prix Nemmers en composition musicale en 2018.

##### Compositeur interprète
Les fonctions respectives de compositeur et d'interprète sont distinctes et complémentaires. Un seul et même musicien peut cependant tenir ces deux rôles. Dans cette hypothèse, la frontière entre improvisation et interprétation est encore plus difficile à déterminer. C'est par exemple le cas chez des compositeurs tels que Mozart, Chopin, Paganini, Liszt, Busoni, Prokofiev, Enesco ou Rachmaninov qui jouent leurs œuvres en public. C'est également le cas des compositeurs-interprètes de free jazz, susceptibles d'improviser tous les aspects musicaux de leurs performances.
Les Debussy, Ravel, Albeniz, Séverac ou Stravinsky, pour ne prendre que quelques exemples de musiciens séjournant à Paris à la Belle Époque, confient, eux, l'essentiel de leurs pages aux interprètes les plus en vue et à même de défendre leurs œuvres.

#### Auteur-compositeur-interprète
Un auteur-compositeur-interprète écrit le texte et la musique de chansons qu'il présente lui-même à son public, par exemple Véronique Sanson ou Redcar (artiste). Avec le numérique, l'accès fortement facilité aux moyens de production (logiciels) et de diffusion de musique a conduit de nombreux auteurs-compositeurs-interprètes à se passer d'intermédiaires et être également directement producteurs de leur musique. C'est par exemple le cas de Stromae qui a créé son propre label Mosaert. On parle alors d'auto-production et les auteurs-compositeurs-interprètes sont souvent amenés à gérer et financer eux-mêmes la promotion de leur projet.

#### Parolier
Un parolier est un auteur-compositeur qui écrit des paroles pour des chansons, par opposition à un compositeur, qui compose des musiques pour des chansons. Un des paroliers emblématique reconnu est Bob Dylan, prix Nobel de littérature en 2016 « pour avoir créé dans le cadre de la grande tradition de la musique américaine de nouveaux modes d’expression poétique ».

#### DJ
Un disc-jockey, plus communément abrégé en DJ, est un animateur qui joue de la musique préenregistrée. En y apportant certaines modifications à l’aide d’outils électroniques, celui-ci devient un artiste qui propose ses créations ou mix à un public. En France[Quand ?], une prestation d’un animateur DJ pour un public privé coûte en moyenne 622 euros. Mais le DJ le mieux payé en France reste David Guetta avec un revenu annuel qui varie entre 10 et 30 millions de dollars par an.